# 766 v.Chr.
Het jaar 766 v.Chr. is een jaartal volgens de christelijke jaartelling. 

## Gebeurtenissen

### Klein-Azië
- Einde van het koningschap van Argishti I, die sedert 787 v.Chr. regeerde over Urartu. De nieuwe koning is diens zoon, Sardur II.